# Barcy
Barcy település Franciaországban, Seine-et-Marne megyében. Lakosainak száma 375 fő (2022. január 1.). Barcy Penchard, Chambry, Étrépilly, Gesvres-le-Chapitre, Marcilly és Monthyon községekkel határos.

## Népesség
A település népességének változása:
| Lakosok száma | 275  | 293  | 306  | 304  | 310  | 310  | 359  | 362  | 375  |
|               | 2013 | 2015 | 2016 | 2017 | 2018 | 2019 | 2020 | 2021 | 2022 |